# 親北
親北（：／）是大韓民國（南韓）用來指親近朝鮮民主主義人民共和國（北韓）及朝鮮勞動黨的立場、或是支持以北韓主導下促成朝鮮半島統一人士的用語。通常有批判意味，過去軍政府時期曾懲治「親北」支持者。
著名的親北政黨包括已不存在的民主勞動黨及被韓國憲法法院勒令解散的統合進步黨，以及地下活動的反帝民族民主戰線。
在日本與中国大陆則稱為親朝。